# Selección de fútbol sub-23 de Malí
La selección de fútbol sub-23 de Malí, conocida también como la selección juvenil de fútbol de Malí, es el equipo que representa al país en Fútbol en los Juegos Olímpicos y en los Juegos de África; y es controlada por la Federación Maliense de Fútbol.

## Estadísticas

### Juegos Olímpicos
| Fútbol en los Juegos Olímpicos | Fútbol en los Juegos Olímpicos | Fútbol en los Juegos Olímpicos | Fútbol en los Juegos Olímpicos | Fútbol en los Juegos Olímpicos | Fútbol en los Juegos Olímpicos | Fútbol en los Juegos Olímpicos | Fútbol en los Juegos Olímpicos | Fútbol en los Juegos Olímpicos |
| Año                            | Ronda                          | Pos.                           | J                              | G                              | E                              | P                              | GF                             | GC                             |
| ------------------------------ | ------------------------------ | ------------------------------ | ------------------------------ | ------------------------------ | ------------------------------ | ------------------------------ | ------------------------------ | ------------------------------ |
| 1896                           | véase selección mayor          | véase selección mayor          | véase selección mayor          | véase selección mayor          | véase selección mayor          | véase selección mayor          | véase selección mayor          | véase selección mayor          |
| 1900                           | véase selección mayor          | véase selección mayor          | véase selección mayor          | véase selección mayor          | véase selección mayor          | véase selección mayor          | véase selección mayor          | véase selección mayor          |
| 1904                           | véase selección mayor          | véase selección mayor          | véase selección mayor          | véase selección mayor          | véase selección mayor          | véase selección mayor          | véase selección mayor          | véase selección mayor          |
| 1908                           | véase selección mayor          | véase selección mayor          | véase selección mayor          | véase selección mayor          | véase selección mayor          | véase selección mayor          | véase selección mayor          | véase selección mayor          |
| 1912                           | véase selección mayor          | véase selección mayor          | véase selección mayor          | véase selección mayor          | véase selección mayor          | véase selección mayor          | véase selección mayor          | véase selección mayor          |
| 1920                           | véase selección mayor          | véase selección mayor          | véase selección mayor          | véase selección mayor          | véase selección mayor          | véase selección mayor          | véase selección mayor          | véase selección mayor          |
| 1924                           | véase selección mayor          | véase selección mayor          | véase selección mayor          | véase selección mayor          | véase selección mayor          | véase selección mayor          | véase selección mayor          | véase selección mayor          |
| 1928                           | véase selección mayor          | véase selección mayor          | véase selección mayor          | véase selección mayor          | véase selección mayor          | véase selección mayor          | véase selección mayor          | véase selección mayor          |
| 1932                           | véase selección mayor          | véase selección mayor          | véase selección mayor          | véase selección mayor          | véase selección mayor          | véase selección mayor          | véase selección mayor          | véase selección mayor          |
| 1936                           | véase selección mayor          | véase selección mayor          | véase selección mayor          | véase selección mayor          | véase selección mayor          | véase selección mayor          | véase selección mayor          | véase selección mayor          |
| 1948                           | véase selección mayor          | véase selección mayor          | véase selección mayor          | véase selección mayor          | véase selección mayor          | véase selección mayor          | véase selección mayor          | véase selección mayor          |
| 1952                           | véase selección mayor          | véase selección mayor          | véase selección mayor          | véase selección mayor          | véase selección mayor          | véase selección mayor          | véase selección mayor          | véase selección mayor          |
| 1956                           | véase selección mayor          | véase selección mayor          | véase selección mayor          | véase selección mayor          | véase selección mayor          | véase selección mayor          | véase selección mayor          | véase selección mayor          |
| 1960                           | véase selección mayor          | véase selección mayor          | véase selección mayor          | véase selección mayor          | véase selección mayor          | véase selección mayor          | véase selección mayor          | véase selección mayor          |
| 1964                           | véase selección mayor          | véase selección mayor          | véase selección mayor          | véase selección mayor          | véase selección mayor          | véase selección mayor          | véase selección mayor          | véase selección mayor          |
| 1968                           | véase selección mayor          | véase selección mayor          | véase selección mayor          | véase selección mayor          | véase selección mayor          | véase selección mayor          | véase selección mayor          | véase selección mayor          |
| 1972                           | véase selección mayor          | véase selección mayor          | véase selección mayor          | véase selección mayor          | véase selección mayor          | véase selección mayor          | véase selección mayor          | véase selección mayor          |
| 1976                           | véase selección mayor          | véase selección mayor          | véase selección mayor          | véase selección mayor          | véase selección mayor          | véase selección mayor          | véase selección mayor          | véase selección mayor          |
| 1980                           | véase selección mayor          | véase selección mayor          | véase selección mayor          | véase selección mayor          | véase selección mayor          | véase selección mayor          | véase selección mayor          | véase selección mayor          |
| 1984                           | véase selección mayor          | véase selección mayor          | véase selección mayor          | véase selección mayor          | véase selección mayor          | véase selección mayor          | véase selección mayor          | véase selección mayor          |
| 1988                           | véase selección mayor          | véase selección mayor          | véase selección mayor          | véase selección mayor          | véase selección mayor          | véase selección mayor          | véase selección mayor          | véase selección mayor          |
| 1992                           | No clasificó                   | No clasificó                   | No clasificó                   | No clasificó                   | No clasificó                   | No clasificó                   | No clasificó                   | No clasificó                   |
| 1996                           | No clasificó                   | No clasificó                   | No clasificó                   | No clasificó                   | No clasificó                   | No clasificó                   | No clasificó                   | No clasificó                   |
| 2000                           | No clasificó                   | No clasificó                   | No clasificó                   | No clasificó                   | No clasificó                   | No clasificó                   | No clasificó                   | No clasificó                   |
| 2004                           | Cuartos de final               | 5.º                            | 4                              | 1                              | 2                              | 1                              | 5                              | 4                              |
| 2008                           | No clasificó                   | No clasificó                   | No clasificó                   | No clasificó                   | No clasificó                   | No clasificó                   | No clasificó                   | No clasificó                   |
| 2012                           | No clasificó                   | No clasificó                   | No clasificó                   | No clasificó                   | No clasificó                   | No clasificó                   | No clasificó                   | No clasificó                   |
| 2016                           | No clasificó                   | No clasificó                   | No clasificó                   | No clasificó                   | No clasificó                   | No clasificó                   | No clasificó                   | No clasificó                   |
| 2020                           | No clasificó                   | No clasificó                   | No clasificó                   | No clasificó                   | No clasificó                   | No clasificó                   | No clasificó                   | No clasificó                   |
| 2024                           | Fase de grupos                 | 14.º                           | 3                              | 0                              | 1                              | 2                              | 1                              | 3                              |
| Total                          | 2/9                            | Mejor: Cuartos de final        | 7                              | 1                              | 3                              | 3                              | 6                              | 7                              |